# Цивцивадзе, Мурад Иванович
Мурад Иванович Цивцивадзе (29 октября 1943, Квахчири, Имеретия — 3 августа 2020) — советский футболист, защитник, заслуженный тренер Грузии.
Воспитанник футбольной школы Ткибули, первый тренер Ю. Куртанидзе. В 1962 году играл в чемпионате Грузинской ССР в составе «Мешахте» Ткибули. В 1963 году провёл два матча в Кубке СССР за «Торпедо» Кутаиси, в 1964—1968 годах в чемпионате СССР за клуб сыграл 83 матча. Первую половину сезона-65 отыграл в команде класса «Б» «Локомотив» Тбилиси.
Тренер (1980) и старший тренер (1981) «Торпедо» Кутаиси.
Проводился детский футбольный турнир имени Цивцивадзе.
Сын Каха (род. 1969) — футболист. Внук Бека (род. 1989) — баскетболист.